# Mazariegos (kommunhuvudort)
Mazariegos är en kommunhuvudort i Spanien.   Den ligger i provinsen Provincia de Palencia och regionen Kastilien och Leon, i den centrala delen av landet, 200 km norr om huvudstaden Madrid. Mazariegos ligger 740 meter över havet och antalet invånare är 268.
Terrängen runt Mazariegos är platt. Runt Mazariegos är det tätbefolkat, med 297 invånare per kvadratkilometer. Närmaste större samhälle är Palencia, 15,9 km öster om Mazariegos. Trakten runt Mazariegos består till största delen av jordbruksmark.